# Capellen
Capellen este o localitate din comuna luxemburgheză Mamer, situată în cantonul Capellen, al cărui reședință este.

## Istorie
În timpul reorganizării teritoriale a Marelui Ducat de Luxemburg în cantoane, micul sat Capellen a fost desemnat ca reședință de canton, deși nu avea statut de comună. Această decizie a fost luată la propunerea „Comisiei notabililor”, punând capăt disputelor dintre comunele Mamer și Koerich, ambele aspirând la acest statut.

## Demografie
Localitatea avea aproximativ 1 831 de locuitori în anul 2020. Capellen cunoaște un adevărat boom imobiliar, populația crescând de la 327 de locuitori în 1947 la 1 333 în 2002.

## Transporturi și comunicații
Gara din Capellen se află pe linia feroviară 5, care leagă orașul Luxemburg de Kleinbettingen (la frontiera cu Belgia).

## Curiozități
Capellen găzduiește un Muzeu internațional al efectelor de jandarmerie și poliție, precum și vestigii galo-romane și un monument dedicat eroilor căzuți în cel de-Al Doilea Război Mondial.
Fostul prim-ministru al Luxemburgului (1995–2013), fost președinte al Eurogrupului (2005–2013) și fost președinte al Comisiei Europene, Jean-Claude Juncker, are reședința în Capellen.
Tot aici se află sediul Agenției NATO de sprijin și achiziții.